# Relations internationales (revue)
Pour la notion générale, voir Relations internationales.
Relations internationales est une revue scientifique trimestrielle de référence, crée en 1974 par Jean-Baptiste Duroselle et Jacques Freymond. Elle couvre principalement l’histoire  contemporaine des relations internationales des XIXe et XXe siècles.

## Historique

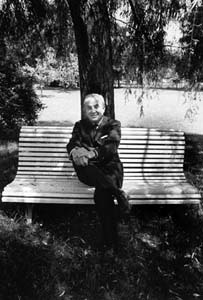
Jacques Freymond cofondateur de la revue

La revue est née du compagnonnage intellectuel qui s’était noué entre Jacques Freymond  et Jean-Baptiste Duroselle en 1955. Freymond venait de devenir le directeur de ce qui était encore l’Institut universitaire de hautes études internationales (IUHEI, Genève) et Duroselle était professeur à l’Université de la Sarre depuis 1950. A l’invitation de son collègue, il donnait régulièrement des cours à l’IUHEI.
Ces contacts débouchent sur un projet de collaboration à long terme : la création d’une revue francophone, consacrée à l’histoire des relations internationales. « Il est intéressant de noter que Freymond qui dirige un institut bilingue anglais-français accorde la prééminence aux historiens français mobilisés par Pierre Renouvin  et Duroselle dans la création de la nouvelle revue qui sera francophone. Il s’est agi pour lui de rallier ses collègues de l’IUHEI à un projet qui impliquait un défi à la domination intellectuelle anglo-saxonne dans l’étude des relations internationales ».
En 1974, Jean-Baptiste Duroselle fonde la SEHRIC (Société d’étude de l’histoire des relations internationales), qui a été la première éditrice de la revue avec l’IUHEI, devenu Institut des hautes études internationales et du développement (IHEID) en 2008 . La direction de la revue est établie sur une base paritaire. Si Freymond et Duroselle sont les directeurs, son secrétariat est confié à Pierre Guillen, secrétaire général, et Daniel Bourgeois, secrétaire général adjoint. Cette collaboration franco-helvétique n’a jamais cessé depuis.
En 1989, les coprésidents Duroselle et Freymond se retirent et sont remplacés par Pierre Guillen et Marlis Steinert, à qui succède en 1998 Pierre du Bois.  Depuis, les coprésidents successifs ont été : du côté suisse, Mohammad-Reza Djalili (2007-2021), Mohammad-Mahmoud Ould Mohamedou (septembre 2021-février 2022) ; du côté français, Antoine Marès (2007-2021). La rédaction en chef a été assurée par Pierre Guillen (1974-2004), Jean-Claude Allain (2004-2007) et Antoine Marès (2007-2012).

## Objectif de la Revue

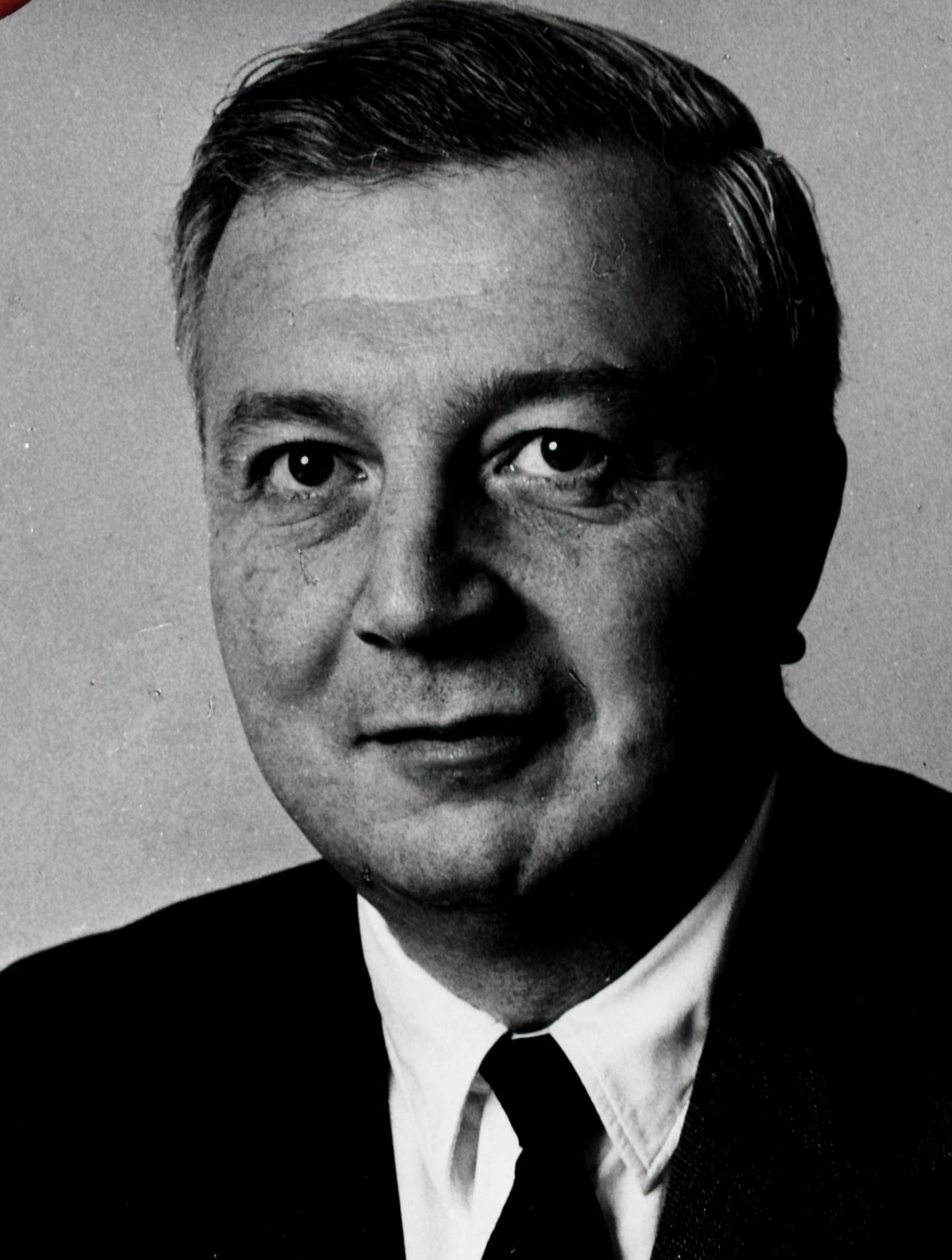
Jean-Baptiste Duroselle cofondateur de la revue

Fondée dans le contexte de la Guerre froide, la nouvelle revue assume son projet politique dans son premier avant-propos : « Dans un monde où foisonnent doctrines de démocratie libérale et écoles marxistes, notre localisation, la composition même de nos équipes nous rendent plus ouverts au marxisme que ceux qui vivent aux États-Unis, plus libres de discuter qu’en URSS ou en Europe de l’Est ».
Sur le plan scientifique, elle affirme son ouverture d’esprit : « Nous ne commencerons pas cette revue par un manifeste. Elle se place en effet sous le signe de la liberté. Autour d’un thème général, choisi d’avance pour chaque numéro, les auteurs – pour la plupart historiens de profession – peuvent sans aucune contrainte présenter leurs découvertes et leurs interprétations. […] L’histoire appartient à tous, et nous nous refusons à considérer le petit groupe des historiens comme une secte pédante. L’histoire des relations internationales nous aide à comprendre le monde où nous vivons. Notre but est d’aider à cette compréhension ».
Depuis 1974, la revue a accompagné les grandes évolutions de la discipline, marquées par la transnationalisation, la culturalisation et la mondialisation des approches.

## Aujourd'hui
Etant l'un des seuls périodiques francophones d'histoire des relations internationales, la revue est parrainée par l’Institut d’histoire des relations internationales contemporaines (IHRIC, Paris, fondé en 1981), l’Institut des hautes études internationales et du développement (IHEID, Genève, 2008) et l’Institut Pierre Renouvin (Université Paris 1 Panthéon-Sorbonne (fondé en 1983)
Éditée à Paris par les Presses universitaires de France, elle est aujourd’hui dirigée du côté suisse par Marie-Laure Salles (depuis le printemps 2022) et du côté français par Robert Frank (depuis décembre 2021). Elle est éditée par les Presses universitaires de France depuis 2005. La rédactrice en chef est Catherine Nicault depuis 2012.
Libres de leurs convictions et de leurs approches, les auteurs analysent les rapports entre États, individus et groupes multinationaux ou transnationaux, à l’intersection des divers domaines de l’activité humaine. En mobilisant les jeux d’échelles et de temporalités, ils pensent ensemble le national, l’infra-, l’inter- et le supranational, le régional et le transnational, le local et le transfrontalier, en inscrivant ces relations dans un cadre systémique. Leurs articles se fondent avant tout sur des sources archivistiques, publiques ou privées.
Quatre numéros sont publiés par an contenant des dossiers thématiques sur des sujets choisis par le comité de rédaction et les contributions présentées lors du colloque annuel organisé de concert par l’IHRIC et l’IHEID, alternativement en France et en Suisse.  S’y ajoutent des articles variés, éventuellement réunis dans un numéro de « Nouvelles recherches », œuvres souvent de jeunes auteurs, notamment des lauréats des Prix de thèse et de master Jean-Baptiste Duroselle, ainsi que des comptes rendus de lecture. Ces publications paraissent sous forme papier et sous forme électronique.
La revue est disponible en texte intégral (PDF) du numéro 1 (mai 1974) au numéro 191 (automne 2021) sur ProQuest Periodical Archives Online (accès payant) et sur Cairn depuis le numéro 104 (hiver 2000) où la totalité des articles des numéros est en accès libre deux ans après leur publication.

### Comité éditorial (décembre 2022)
Rédactrice en chef : Catherine Nicault
Adjoint : Jean-Marc Delaunay
Secrétariat : Jean-Michel Guieu (Paris I Panthéon-Sorbonne) et Nathalie Tanner (IHEID, Genève)
Comité de rédaction : Nicolas Badalassi (IEP Aix-en-Provence), Laurence Badel (Paris I Panthéon-Sorbonne), Frédéric Bozo (Sorbonne Nouvelle-Paris III), , Michel Catala (Nantes), Laurent Cesari (Artois), Antoine Coppolani (Montpellier 3), Jean-Marc Delaunay (Paris III), Vincent Dujardin (Louvain), Antoine Fleury (Unige), Robert Frank (Paris I Panthéon-Sorbonne), Fabrice Jesné (Nantes), Jean-Michel Guieu (Panthéon-Sorbonne), Irina Gridan (Inalco), Jussi Hanhimäki (IHEID), Matthieu Gillabert (Fribourg), Stanislas Jeannesson (Nantes), Pierre Journoud (Montpellier 3), André Liebich (IHEID), Antoine Marès (Paris I), Pierre Melandri (IEP Paris), Catherine Nicault (Reims), Marie-Pierre Rey (Paris I), Claire Sanderson (Reims), Sylvain Schirmann (IEP Strasbourg), Matthias Schulz (Unige), Georges-Henri Soutou (Sorbonne-Université), Maurice Vaïsse  (IEP Paris), François Vallotton (UNIL), Birte Wassenberg (IEP Strasbourg), Sacha Zala (Berne)